# Fables of the Reconstruction
Fables of the Reconstruction, også kendt som Reconstruction of the Fables, er det tredje studiealbum fra det amerikanske alternative rockband R.E.M., der blev udgivet i 1984 på I.R.S. Records. Joe Boyd producerede albummet, og blev som det eneste af gruppens albums indspillet uden for USA. Det er et konceptalbum med sydstatsgotik-temaer og karakterer.
Albummet blev godt modtaget af anmelderne.

## Spor
Alle sange er skrevet af Bill Berry, Peter Buck, Mike Mills og Michael Stipe med mindre andet er noteret.
Side one – "A Side"
1. "Feeling Gravitys Pull" – 4:48
2. "Maps and Legends" – 3:10
3. "Driver 8" – 3:23
4. "Life and How to Live It" – 4:06
5. "Old Man Kensey" (Jerry Ayers, Berry, Buck, Mills, and Stipe) – 4:08

Side two – "Another Side"
1. "Cant Get There from Here" – 3:39
2. "Green Grow the Rushes" – 3:46
3. "Kohoutek" – 3:18
4. "Auctioneer (Another Engine)" – 2:44
5. "Good Advices" – 3:30
6. "Wendell Gee" – 3:01

1992 IRS Vintage Years genudgivelse med bonus tracks
1. "Crazy" (Randy Bewley, Vanessa Briscoe, Curtis Crowe, Michael Lachowski)
2. "Burning Hell"
  - B-side of "Can't Get There From Here" 12" single
3. "Bandwagon" (Berry, Buck, Mills, Lynda Stipe, Stipe)
  - B-side of "Can't Get There From Here" 7" and 12" single
4. "Driver 8" (Live)
  - B-side of "Wendell Gee" 12" single
5. "Maps and Legends" (Live)
  - B-side of "The One I Love" 7" single

2010 25th Anniversary Edition genudgivelse med bonus tracks (The Athens Demos)
1. "Auctioneer (Another Engine)" – 2:52
2. "Bandwagon" (Berry, Buck, Mills, Lynda Stipe, and Michael Stipe) – 2:24
3. "Cant Get There from Here" – 3:41
4. "Driver 8" – 3:31
5. "Feeling Gravitys Pull" – 4:36
6. "Good Advices" – 3:31
7. "Green Grow the Rushes" – 3:47
8. "Hyena" – 2:53
9. "Kohoutek" – 3:26
10. "Life and How to Live It" – 4:10
11. "Maps and Legends" – 3:12
12. "Old Man Kensey" (Ayers, Berry, Buck, Mills, and Stipe) – 4:07
13. "Throw Those Trolls Away" – 3:10
14. "Wendell Gee" – 3:07

## Hitlister
Album
| År   | Hitliste           | Placering |
| ---- | ------------------ | --------- |
| 1985 | U.S. Billboard 200 | 28        |
| 1985 | UK Albums Chart    | 35        |

Singler
| År   | Sang                       | Hitliste                         | Placering |
| ---- | -------------------------- | -------------------------------- | --------- |
| 1985 | "Cant Get There from Here" | Billboard Mainstream Rock Tracks | 14        |
| 1985 | "Driver 8"                 | Billboard Mainstream Rock Tracks | 22        |